# ديفيد إبراهام
ديفيد إبراهام (بالإنجليزية: David Abraham)‏ هو شخصية أعمال بريطاني، ولد في 1963 في لنكولن في المملكة المتحدة.